# Drăganu-Olteni, Argeș
Drăganu-Olteni este satul de reședință al comunei Drăganu din județul Argeș, Muntenia, România.